# جوليا غلاس
جوليا غلاس (بالإنجليزية: Julia Glass)‏ (23 مارس 1956، بوسطن في الولايات المتحدة)؛ كاتِبة، صحفية وروائية أمريكية.